# Ried-Brig
Ried-Brig (do roku 1994 oficiálně Ried bei Brig) je obec v okrese Brig v kantonu Valais ve Švýcarsku. Žije zde přibližně 2 100 obyvatel.

## Geografie
Kromě různých osad v oblasti Brigerbergu, které tvoří obec Ried-Brig, patří k obci celkem 43 usedlostí a alp. K obci patří také historicky známé údolí Gantertal se mostem Ganterbrücke.
Na jihu tvoří hranici s Itálií horský hřeben od Hillhornu přes Bortelhorn a Wasenhorn až po hřeben Monte Leone. Podél hřebene Monte Leone hraničí Ried-Brig s obcí Zwischbergen.
Na západě tvoří potok Taferbach až po Marchgrab hranici se sousední obcí Simplon Dorf a dále podél potoka Taferbach, řeky Saltina a vodovodu „Oberi Brigeri“ hranici s obcí Brig-Glis. Na severu obec sousedí s obcemi Termen a Grengiols.
Rozloha obce je 4753 ha. Severní strana silnice v Simplonském průsmyku leží téměř výhradně na území obce Ried-Brig.

## Historie

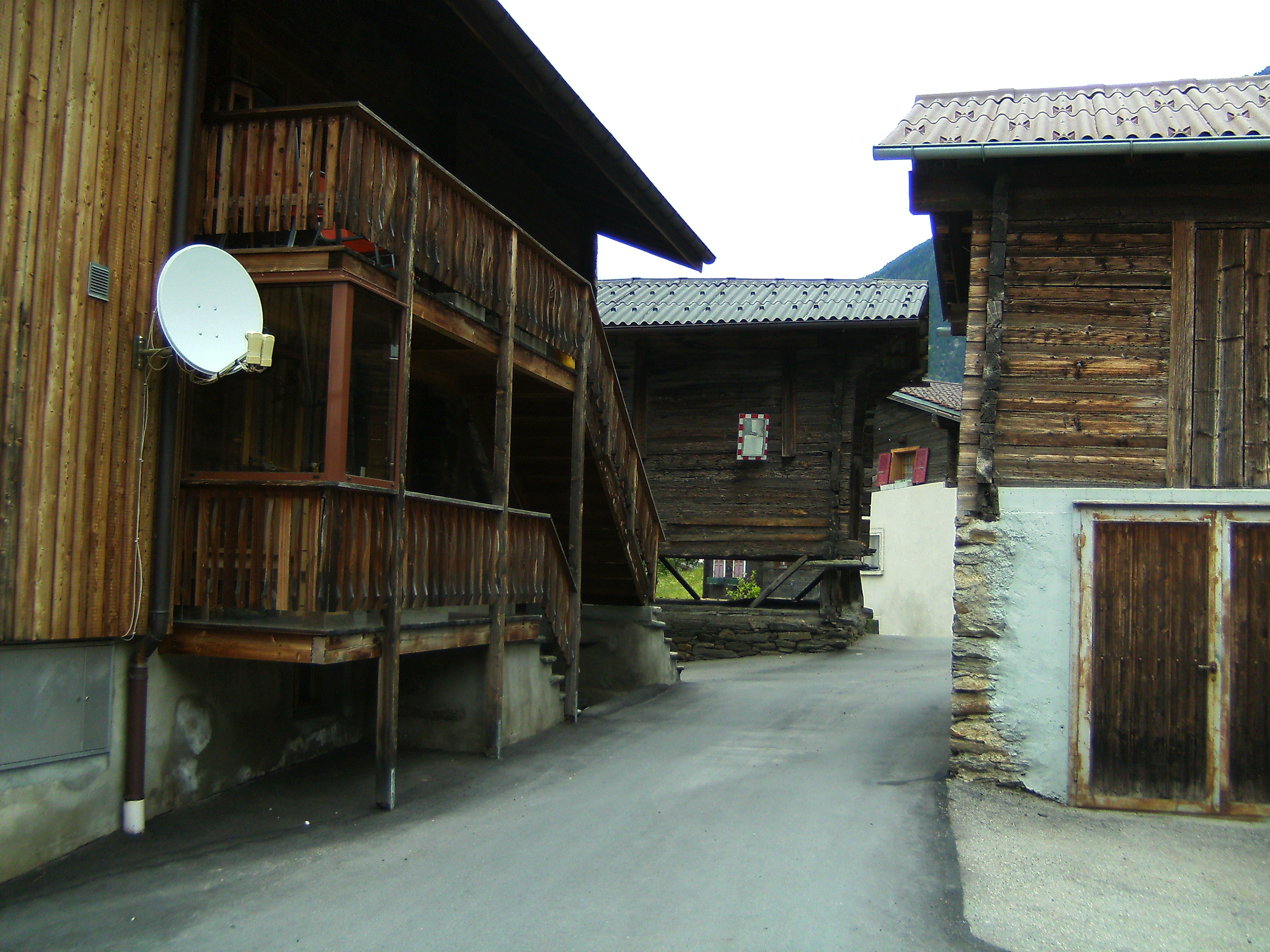
Historické centrum obce

Název Riet je poprvé zmiňován v roce 1232, roku 1428 pak už jako ried de briga. Téměř výhradně germánské názvy míst a polí svědčí o tom, že keltské obyvatelstvo bylo brzy nahrazeno alamanským. Vesnice Ried, Schlüocht, Lowina, Obertermen a Brei se ve 14. století objevují jako samostatné obce. V roce 1563 se spojily a vytvořily zemědělský cech. V roce 1646 upravil Ried hranice se sousedním Termenem. V roce 1898 byl vysvěcen kostel Nejsvětějšího srdce Páně a v roce 1901 se Ried oddělil od mateřské farnosti Glis. V 18. století dosáhla obec, která zůstala až do 20. století venkovskou, skromné prosperity díky průjezdní dopravě přes Simplon. Výstavba simplonské silnice v letech 1801–05 obec velmi zatížila narůstající dopravou, stejně jako válečná tažení. Po druhé světové válce význam zemědělství rychle klesal. Dnes je obec zejména rezidenční obcí pro pracující v oblasti Brigu.

## Obyvatelstvo

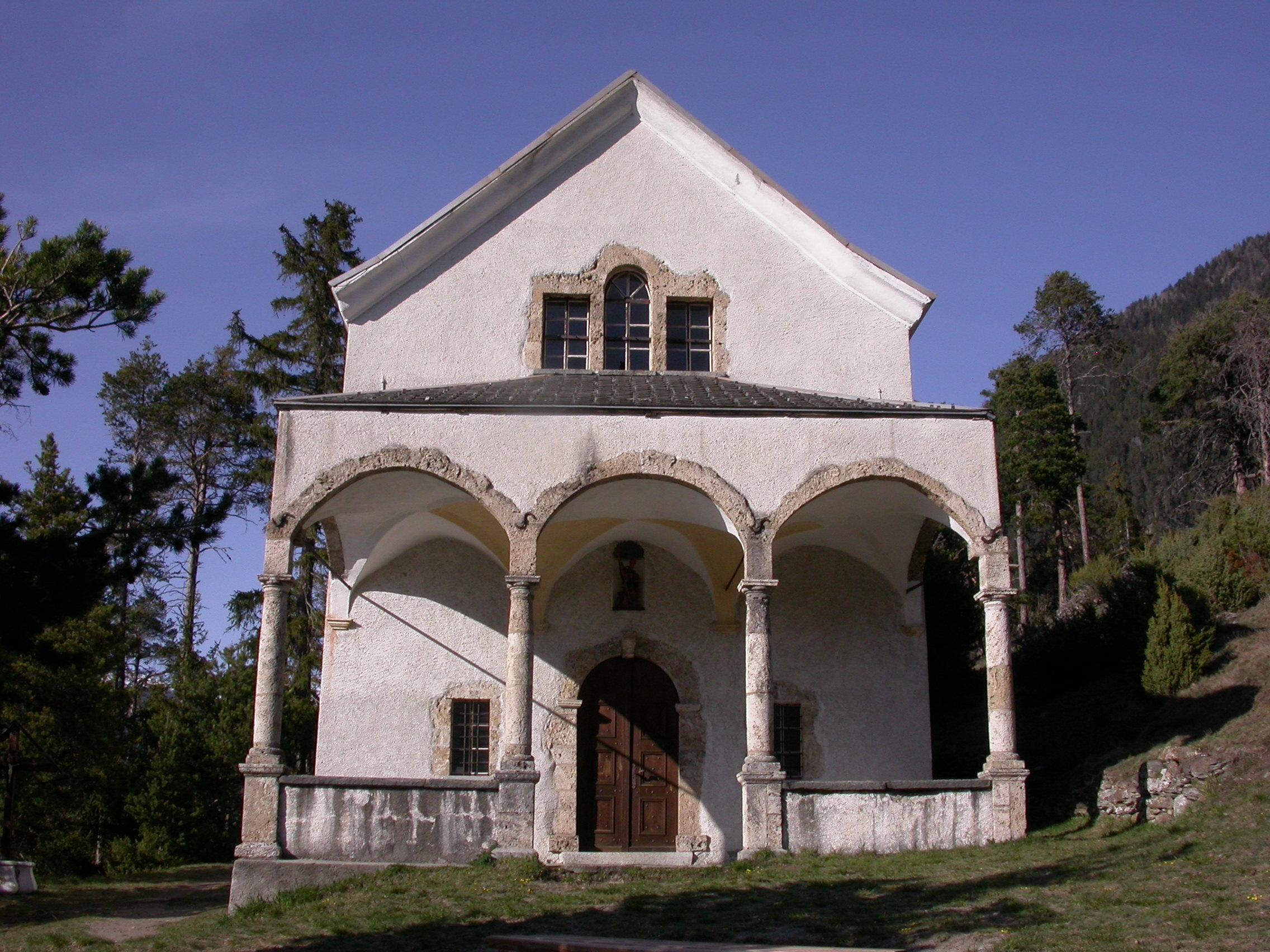
Kaple

| Vývoj počtu obyvatel | Vývoj počtu obyvatel | Vývoj počtu obyvatel | Vývoj počtu obyvatel | Vývoj počtu obyvatel | Vývoj počtu obyvatel | Vývoj počtu obyvatel | Vývoj počtu obyvatel | Vývoj počtu obyvatel | Vývoj počtu obyvatel |
| -------------------- | -------------------- | -------------------- | -------------------- | -------------------- | -------------------- | -------------------- | -------------------- | -------------------- | -------------------- |
| Rok                  | 1850                 | 1900                 | 1950                 | 2000                 | 2010                 | 2012                 | 2014                 | 2016                 |                      |
| Počet obyvatel       | 506                  | 700                  | 739                  | 2000                 | 1910                 | 1989                 | 2012                 | 2077                 |                      |

## Doprava
Obec leží u konce rychlostní silnice 9S, která plynule navazuje na dálnici A9.
Nejbližší železniční stanice se nachází v Brigu (Matterhorn Gotthard Bahn, bývalá Furka-Oberalp-Bahn, a SBB).